# NGC 142
NGC 142 là một thiên hà xoắn ốc nằm trong chòm sao Kình Ngư. Nó được phát hiện bởi Frank Muller vào năm 1886.